# Carlos Secretário
Carlos Secretário (ur. 12 maja 1970) – portugalski piłkarz występujący na pozycji prawego obrońcy.

## Kariera
Grał w Gil Vicente FC, FC Penafiel, FC Famalicão i SC Braga, zanim w 1993 przeniósł się do FC Porto. Razem z nim zdobył sześć tytułów mistrzowskich, pięć pucharów kraju, a na sam koniec – wygrał także Ligę Mistrzów i Puchar UEFA. W sezonie 1996/1997 trafił na rok do Realu Madryt, ale tam nie spełnił pokładanych w nim nadziei, grał słabo i w końcu został jedynie rezerwowym (13 meczów i 0 goli).
Piłkarską karierę zakończył w FC Maia, w 2005 roku. Rozegrał 35 meczów dla reprezentacji Portugalii. Był powołany do kadry na dwie wielkie imprezy – Euro 1996 (2 pełne mecze) i Euro 2000 (nie zagrał ani minuty).